# Nicolaus Otting
Nicolaus Friedrich Otting, född 2 november 1871 i Stockholm, död 27 juni 1946 i Stockholm, var en svensk sigill- och medaljgravör.
Han var son till cigarettfabrikören Heinrich Otting och Maria Louise Döring samt från 1898 gift med Axelina Wilhelmina Josefina Andersson. Otting utbildades först för att kunna arbeta som verkmästare i tobaksbranschen men när var drygt 20 år sökte han sig till medaljgravören August Högel för att lära sig gravera. Han fick även handledning av kopparstickaren Fredrik Andersson. Samtidigt med den praktiska utbildningen studerade han vid Tekniska skolans aftonskola där hans arbeten uppmärksammades och ledde till att Kommerskollegium tilldelade honom ett stipendium så att han kunde praktisera vid en konstgravyranstalt i Berlin 1896-1897. Efter återkomsten till Sverige anställdes han vid C. H. Hallbergs GAB eftersom han under sin tid i Tyskland utvecklas med en mycket stor yrkesteknisk skicklighet fick han ansvaret för gravyren av företagets stålstansar. Han lämnade Hallbergs 1906 för att starta en egen gravyrateljé som han drev fram till sin död. Han utnämndes till kunglig hovgravör 1933. Hans mångsidiga produktion består av sigillstampar, guldtrycksstämplar för ornering av bokband och medaljer. Bland medaljerna märks den över kantorn Bror Arrhenius som han graverande efter en förlaga skapad av Alfred Ohlson dessutom arbetade han som medhjälpare till Sven Kulle vid medaljtillverkning. Han medverkade i Konstindustriutställningen som visades i Stockholm 1909 och i utställningen Konstindustri, konsthantverk och hemslöjd 1930.  